# 카린 얀츠
카린 뷔트너-얀츠(독일어: Karin Büttner-Janz, 1952년 2월 17일 ~ )는 전 동독의 체조 선수이자, 의사이며 1990년 3월 이래 프리드리히스하인에 있는 정형외과 병원에서 최고 의사로 있다.

## 생애

### 선수 경력
동베를린 근처의 뤼벤의 하르트만스도르프 구역에서 태어났다. 부친 기도는 그녀의 첫 코치이면서 뛰어난 기초 실력을 가르쳤다. 포르스트의 스포츠 학교로 옮긴 카린은 클라우스 헬베크 아래에서 훈련을 받고, 후에 새 코치 위르겐 헤리츠를 만났다.
15세의 나이로 아직 국제적 명성이 없음에 불구하고 "올해의 동독 선수" 선정 후보에 올랐다. 1968년 멕시코시티 올림픽에 참가하여 2단 평행봉 은메달과 단체전 동메달을 획득하였다.
1970년 세계 선수권 대회 2단 평행봉에서는 류드밀라 투리셰바를 능가하며 금메달을 획득하였다. 1972년 뮌헨 올림픽에서는 논쟁의 완료에서 올가 코르부트를 꺾고 2단 평행봉을 우승하였다. 또한 도마에서도 또 하나의 우승을 하고, 단체전에서 은메달, 평균대에서 동메달을 획득하여 뮌헨 올림픽에서 가장 성공적인 동독 선수가 되었으며, "올해의 스포츠 여성"으로 인정을 받았다.
이 성공 후, 얀츠는 은퇴를 선언하여 의학을 공부하였다.

### 학문적 의사
1971년 초순에 동베를린에 있는 훔볼트 대학교에서 수학하면서, 긴급 의학에서 증서를 취득하였다.
후에, 샤리테에 있는 정형외과에서 자신의 임상 학기를 지휘하면서 정형외과에 전문적으로 들어갔다. 인조 등뼈 원반인 샤리테 디스크의 개발로 자신의 박사 학위와 자격을 얻었다. 현재 자신의 동료 쿠르트 셸나크와 함께 도안의 특허권을 공동 소유하고 있다. 이어서 헬렌스도르프의 진료소로 옮겼다.